# Duke Ellington
Edward Kennedy „Duke“ Ellington (Washington, 29. travnja 1899. – New York City, 24. svibnja 1974.), američki pijanist, dirigent i skladatelj jazz glazbe
Od 1926. godine nastupa s vlastitim orkestrom po Americi i Europi, a poslije rata širom svijeta. Jedan je od stvaratelja orkestralnog stila u jazzu. Najpoznatije kompozicije: "Solitude", "Sophisticeated lady" i "Mood indigo", a skladao je i višestavačna koncertna djela, balet, musicale te filmsku i scensku glazbu. U svojim aranžmanima i kompozicijama razvio je svoj specifični "Ellington sound", koji je u zvučnim bojama pod utjecajem glazbenog impresionizma. 